# Polanka pod Aniołami
Polanka pod Aniołami (słow. Polianka pod Anjelami) – polana w Dolinie Białej Wody w słowackich Tatrach Wysokich. Znajduje się na zachodnich zboczach Aniołów w masywie Młynarza. Doprowadza do niej nieznakowana droga leśna odgałęziająca się od drogi biegnącej dnem Doliny Białej Wody. Odgałęzienie tej drogi znajduje się powyżej pierwszego mostu na Białej Wodzie.
Polanka pod Aniołami ma duże znaczenie topograficzne, na jej zachodnim obrzeżu odgałęzia się bowiem ścieżka prowadząca do Doliny Żabiej Białczańskiej. Na polance znajduje się skład drzewa i niewielka wiata. W 1966 roku na polanie umieszczono w trzech językach (słowackim, niemieckim i angielskim) napis ostrzegający, że przejście dalej jest niebezpieczne i odbywa się na własne ryzyko z powodu wiatrołomów.